# 二見町 (三重県)
二見町（ふたみちょう）は、かつて三重県度会郡にあった町。2005年（平成17年）11月1日、伊勢市、小俣町、御薗村と新設合併し、新しい伊勢市が誕生した。自治体としての二見町は廃止され、旧大字の冠称となった（度会郡二見町○○→伊勢市二見町○○）。

## 地理

### 隣接していた自治体
- 伊勢市

### 大字
- 今一色（いまいしき）
- 江（え）
- 荘（しょう）
- 西（にし）
- 松下（まつした）
- 溝口（みぞぐち）
- 三津（みつ）
- 山田原（やまだはら）

合併後は二見町が冠称となった。つまり、「（度会郡二見町）○○」から「（伊勢市）二見町○○」となった。なお合併後、江の一部が二見町茶屋（ちゃや）に、山田原と溝口の各一部が二見町光の街（ひかりのまち）となった。

## 歴史
- 1908年（明治41年）5月1日 - 東二見村・西二見村が合併して二見町が発足。
- 1911年（明治44年）7月21日 - 二見浦駅が開業。
- 1954年（昭和29年）10月24日 - 小松池ノ浦（出典ママ）で三重交通の観光バスが入り江に転落。13人が死亡、50人が重軽傷[3]。
- 1963年（昭和38年）4月1日 - 松下駅が開業。
- 1989年（平成元年）7月16日 - 池の浦シーサイド駅（臨時駅）が開業（2020年廃止）。
- 2005年（平成17年）11月1日 - 伊勢市・小俣町・御薗村と合併し、改めて伊勢市が発足。同日二見町廃止。

## 行政

### 町長
- 町長：辻三千宣（2000年〜2005年）

### 姉妹都市
- 志摩町（福岡県）

## 教育

### 中学校
- 二見町立二見中学校

### 小学校
- 二見町立二見浦小学校

### その他の教育機関
- 職業能力開発短期大学校
  - 国際リゾート短期大学校（1991-1998）[4]

## 交通

### 鉄道
- JR東海
  - 参宮線：二見浦駅 - 松下駅

### バス
- CANばす

### 道路
有料道路
- 伊勢二見鳥羽ライン（2017年3月11日無料開放）
  - 二見料金所

※二見ジャンクションは町域外
一般国道
- 国道42号

一般県道
- 三重県道102号伊勢二見線

## 名所・旧跡・観光スポット

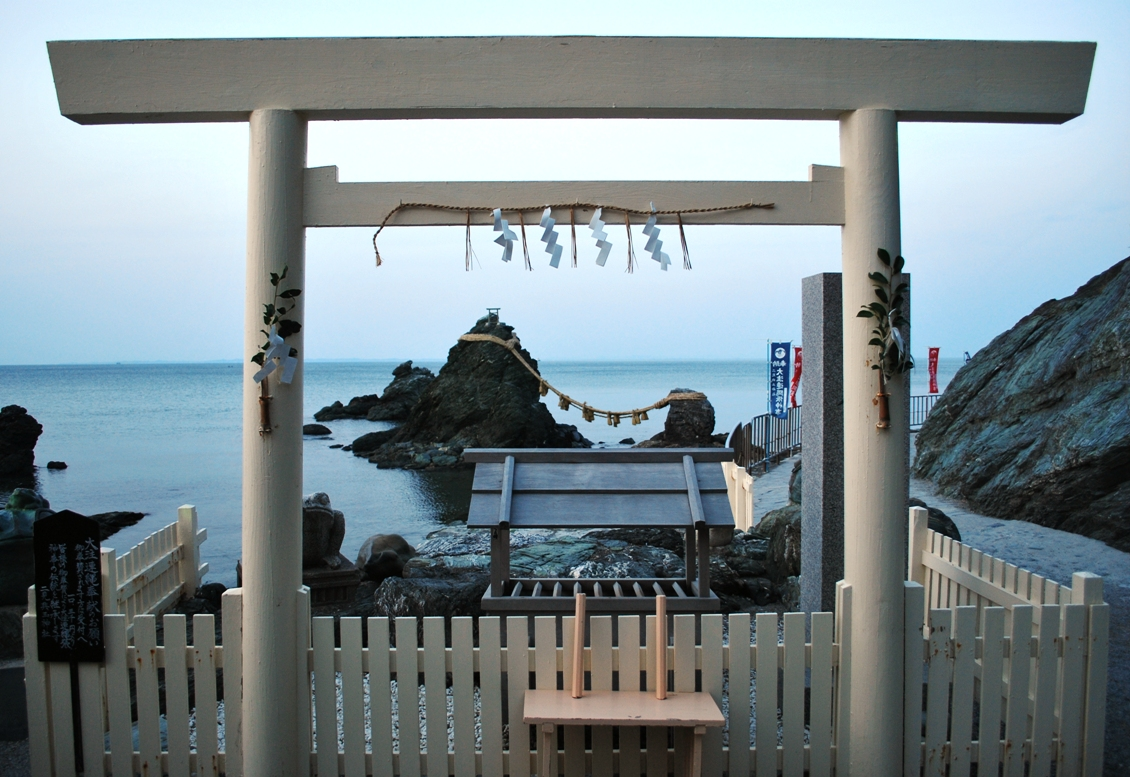
二見興玉神社

### 名所・旧跡
- 夫婦岩
- 二見浦
- 二見興玉神社
- 御塩殿神社
- 江神社
- 堅田神社
- 神前・許母利・荒崎神社
- 粟皇子神社
- 松下社
- 栄野神社
- 高城神社

### 観光スポット
- 二見浦表参道
- 二見浦老舗旅館街
- 二見浦海水浴場
- 二見シーパラダイス（現・伊勢夫婦岩ふれあい水族館シーパラダイス）
- 伊勢・安土桃山文化村
- マコンデ美術館
- 賓日館
- ふたみ手づくりマルシェ

## 関連有名人
- 冨士井金雪 - 高校野球指導者。元三重県立明野高等学校野球部監督。（二見町出身）
- 江川智晃 - プロ野球選手。福岡ソフトバンクホークス。（二見町出身）
- 小山伸一郎 - プロ野球選手。東北楽天ゴールデンイーグルス。（二見町出身）
- 宮間英次郎 - アウトサイダー・アーティスト。
- 森本葵 - 陸上競技選手、指導者。1964年東京オリンピック男子800m日本代表。（二見町出身）